# Шалмас
Шалмас — река в Чувашии (Россия), правый приток реки Кукшум. Длина — 14 км². Площадь водосбора — 45 км².
Исток находится восточнее деревни Лапсары Чебоксарского района на высоте свыше 156 м над уровнем моря, протекает через Чебоксары между микрорайонами Альгешево и Южный посёлок. Впадает в Кукшум справа на высоте 73 м над уровнем моря на расстоянии 14 км от его устья. Основные притоки реки: Альгешевка и Ворошиловский ручей.